# Euprotomicroides zantedeschia
Lo squalo codachiara (Euprotomicroides zantedeschia Hulley e Penrith, 1966), unica specie del genere Euprotomicroides, è un raro squalo della famiglia dei Dalatiidi diffuso nelle acque subtropicali dell'Oceano Atlantico meridionale, al largo del Sudafrica e dell'Uruguay, a latitudini comprese tra il 30° e il 37° S. La sua lunghezza è di circa 42 cm.